# Ramón Genaro Díaz Bessone
Ramón Genaro Díaz Bessone (Mendoza, 27 de octubre de 1925-Buenos Aires, 3 de junio de 2017) fue un militar argentino (alcanzó el grado de general de división) condenado por delitos de lesa humanidad cometidos durante el terrorismo de Estado desatado en la última dictadura cívico-militar argentina (1976—1983). Durante la dictadura, autodenominada Proceso de Reorganización Nacional, desempeñó altos cargos, entre ellos el de Comandante del II Cuerpo de Ejército y ministro de Planeamiento cuando Videla presidía la dictadura.
Bessone se caracterizó por escribir libros y artículos y desarrollar ampliamente reflexiones teóricas, debido a lo cual ha sido llamado el «teórico del Proceso de Reorganización Nacional». El presidente Carlos Menem le dio un indulto en 1989, pero en 2005 fue procesado por delitos de lesa humanidad. Desde el 21 de julio de 2010 fue juzgado por el Tribunal Oral Federal de Rosario por la causa «Díaz Bessone» (ex causa «Feced»), por su participación en el mayor centro clandestino de la ciudad de Rosario y uno de los principales en el país: la sección Informaciones de la Jefatura de Policía. El 26 de marzo de 2012 fue sentenciado a prisión perpetua, y en diciembre de 2018, luego de fallecido, se confirmó su condena.

## Biografía
El general de división Ramón Díaz Bessone se hizo cargo de la gobernación de la Provincia de Mendoza como interventor federal de facto entre marzo y mayo de 1973. Su primera medida fue intimar a los empleados públicos en huelga a dejar sin efecto las medidas de fuerza que habían causado la renuncia de su predecesor.
Se desempeñó entre septiembre de 1975 y octubre de 1976, como comandante del II Cuerpo de Ejército, con sede en la ciudad de Rosario y como tal fue jefe de la Zona Militar N.º 2, que abarcaba las provincias de Formosa, Chaco, Santa Fe, Misiones, Corrientes y Entre Ríos. Desde ese cargo se responsabilizó de los centros clandestinos de detención organizados en esas provincias.
Dentro del gobierno militar integró el llamado grupo de «los duros», integrado también por Luciano Benjamín Menéndez, Santiago Riveros y Carlos Guillermo Suárez Mason, quienes se oponían al dúo Videla-Viola, más proclive a las políticas neoliberales de José Alfredo Martínez de Hoz y de establecer cierto nivel de diálogo con algunos sectores políticos en pro de una apertura democrática.
Díaz Bessone adhería a una concepción «desarrollista» del nacionalismo que fundaba teóricamente desde la Fundación Año 2000 que presidía. El 25 de octubre de 1976 fue designado por el presidente Jorge Rafael Videla como ministro de Planeamiento. Desde esa función propuso al país, con una amplia cobertura de los medios de comunicación un «Proyecto Nacional», que contemplaba la creación de una «Nueva República» fundada en una «democracia cívico-militar» a partir de 1990. Las ideas «planificadoras» de Díaz Bessone generaron las resistencias de los sectores liberales de la dictadura encabezados por el ministro de Economía José Alfredo Martínez de Hoz. El enfrentamiento con este último lo obligó a renunciar el 30 de diciembre de 1977.
Fue reemplazado por el general Carlos Laidlaw hasta fines de octubre de 1978, en que el Ministerio de Planeamiento fue transformado en Secretaría.
Díaz Bessone falleció el 3 de junio de 2017 a los 91 años de edad.
Es el autor de la obra histórica titulada: "Las ideas políticas en la herencia histórica de la Argentina hasta 1810", editada por el Círculo Militar.

## Juicios
En 1985, Díaz Bessone fue procesado por crímenes cometidos en la Subzona Paraná. Sin embargo, en 1988, la Corte Suprema de Justicia la desprocesó considerando que no podía imputársele ninguna responsabilidad penal debido a la Ley de Punto Final sancionada en 1987.
En 1989, fue beneficiado por los indultos realizados por el presidente Carlos Menem.
En julio de 2004, la justicia ordenó la detención de Díaz Bessone en la causa por crímenes cometidos en el marco del Plan Cóndor.
El 4 de abril de 2005, la justicia declaró inconstitucional el indulto concedido a Diáz Bessone y fue procesado como organizador de una asociación ilícita (conspiración) agravada en el marco de la causa Feced, donde se le imputan 38 delitos de privación ilegítima de la libertad en concurso con tormentos y 15 casos de desaparición forzada de persona.
Desde el 21 de julio de 2010, fue juzgado por el Tribunal Oral Federal de Rosario por la causa "Díaz Bessone" (ex causa "Feced"), por su participación en el mayor centro clandestino de la ciudad de Rosario y uno de los principales en el país, la sección Informaciones de la Jefatura de Policía. Por ese sitio pasaron alrededor de dos mil secuestrados. Muchos de ellos siguen desaparecidos.
Fue acusado de dirigir el grupo de tareas que comandó el fallecido exjefe de la Policía de Rosario Agustín Feced. Se les atribuyen los delitos de privación ilegal de la libertad, homicidio calificado, amenazas, tormentos y asociación ilícita calificada. En esta causa hay cerca de 90 víctimas y más de 160 testigos se lo condenó a prisión perpetua el 26 de marzo de 2012 por sentencia que no se encuentra firme a la fecha. También fue procesado por el Tribunal Oral Federal de Paraná acusado de ser coautor mediato de los delitos de privación ilegítima de la libertad, tormentos y desapariciones forzadas, pero en 2012 el Tribunal decidió no juzgar a Ramón Genaro Díaz Bessone porque consideró que "no está en condiciones psíquicas para afrontar el juicio", aplicando así la norma del artículo 77 del Código Procesal Penal, que establece que “si durante el proceso sobreviniere la incapacidad mental del imputado, el tribunal suspenderá la tramitación de la causa”.